# Camerata Bern
Die Camerata Bern ist ein Kammerorchester aus Bern. Es setzt sich zusammen aus 15 Musikern, die alle auch solistisch tätig sind. Das Orchester tritt ohne Dirigent und stehend auf. Es wurde 1962 als Verein gegründet und 2008 in eine Stiftung umgewandelt. Seit 2018 ist Patricia Kopatchinskaja dem Ensemble als Artistic Partner verbunden.
Die Camerata Bern verfügt über ein breites Repertoire mit einem Augenmerk auf besondere, selten gehörte Werke. Von inszenierten Konzerten bis hin zu Kammermusikprojekten, musikalischen Geschichten für Kinder oder Programmen mit Musik aus dem Mittelalter bis zur Gegenwart arbeitet die Camerata Bern mit renommierten Solisten und Leitern wie Patricia Kopatchinskaja, Steven Isserlis, Anna Prohaska, Sol Gabetta, Pekka Kuusisto, Antje Weithaas, Kristian Bezuidenhout oder Sergio Azzolini zusammen.
Gastspiele und Tourneen in Europa und Übersee führen das Ensemble regelmässig an internationale Festivals und in führende Konzerthäuser, wie beispielsweise die Elbphilharmonie Hamburg, die Alte Oper Frankfurt, ins Konzerthaus Berlin, in die Kölner Philharmonie, in den Muziekgebouw aan ’t IJ, das Teatro Colón in Buenos Aires, in den Palacio de Bellas Artes in Mexiko, das Mozarteum Brasileiro in São Paulo, in die Genfer Victoria Hall oder die Tonhalle Zürich.

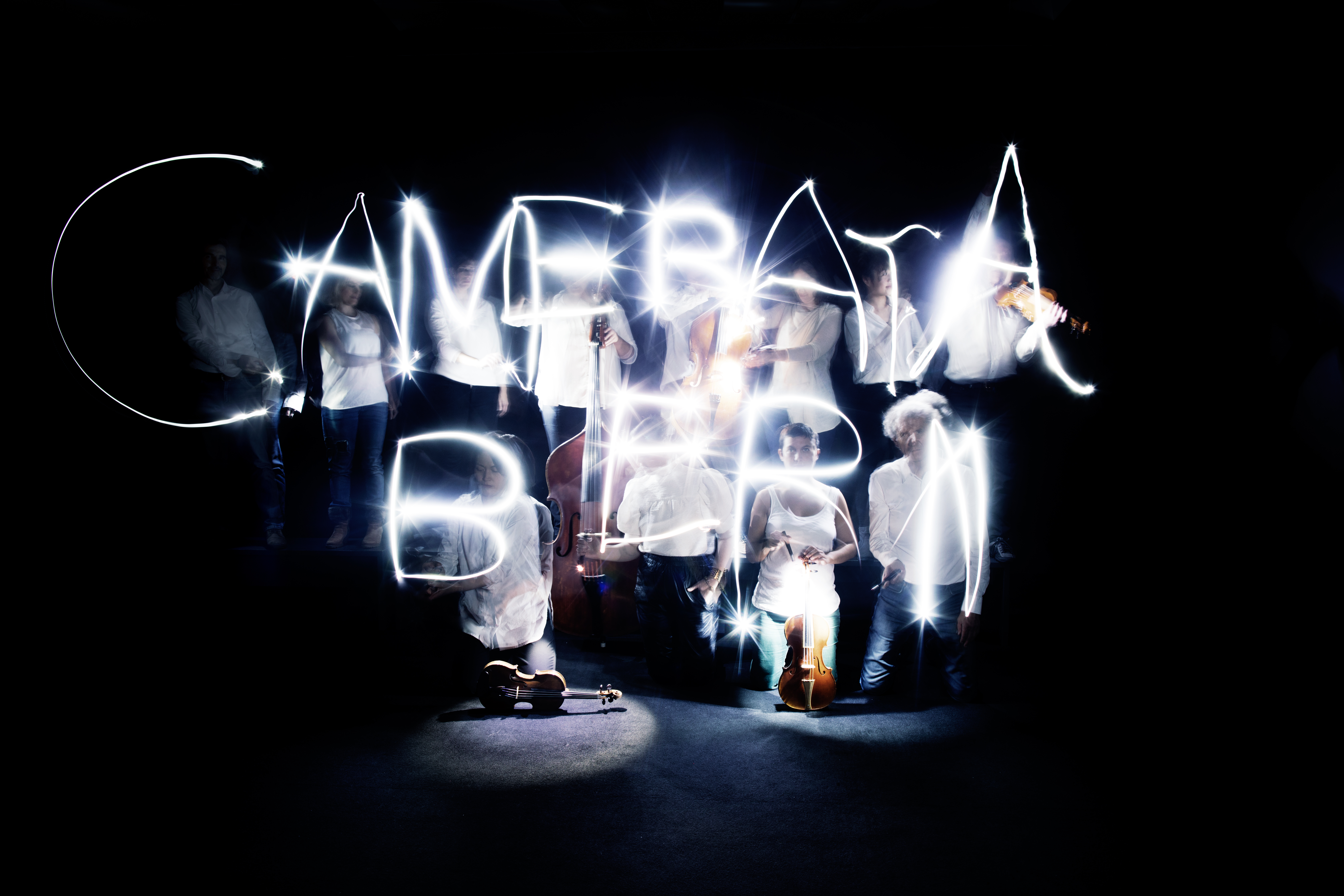
Camerata Bern

Die Einspielungen des Ensembles haben mehrere internationale Auszeichnungen gewonnen, so etwa den Grand Prix du Disque, den Preis der deutschen Schallplattenkritik oder den Echo Klassik. Die CD «Time & Eternity» mit Patricia Kopatchinskaja wurde 2020 für den Gramophone Award nominiert. Zuletzt erschien im Dezember 2020 das Album «Plaisirs illuminés» mit Patricia Kopatchinskaja, Sol Gabetta und einem Auftragswerk von Francisco Coll García (Composer in Residence 2018/19) bei Alpha Classics.
Einen Namen gemacht hat sich die Camerata Bern auch im Bereich der zeitgenössischen Musik. So sind Auftragskompositionen bereits seit der Gründung ein fester Bestandteil ihres musikalischen Schaffens, und diverse renommierte Komponisten wie Sándor Veress oder Heinz Holliger haben seither Werke für die Camerata Bern geschrieben. Seit 2018 lädt sie jeweils einen Komponisten ein, eine Saison mit dem Ensemble zusammenzuarbeiten und ein neues Werk zu komponieren. So haben seither Francisco Coll García, Michael Hersch und David Philip Hefti sowie die Schweizer Komponistin Gabrielle Brunner mit dem Ensemble zusammengearbeitet. 
In Bern veranstaltet die Camerata Bern eine eigene Konzertreihe mit Konzerten im Zentrum Paul Klee, in der Dampfzentrale Bern, im Theater National oder im Casino Bern. Einen wichtigen Beitrag zur Musikvermittlung an Kinder leistet die Camerata Bern seit 2010 mit bisher rund 200 Konzerten in Schulen des Kantons Bern. Die Camerata Bern wird von der Stadt Bern, dem Kanton Bern und der Regionalkonferenz Bern-Mittelland subventioniert. Sie erhält Förderbeiträge von der Burgergemeinde Bern, der Ursula Wirz-Stiftung sowie weiteren Stiftungen, Partnern und Sponsoren.